# Carex stracheyi
Carex stracheyi är en halvgräsart som beskrevs av Francis M.B. Boott och Charles Baron Clarke. Carex stracheyi ingår i släktet starrar, och familjen halvgräs. Inga underarter finns listade i Catalogue of Life.